# Franca
Franca es un municipio brasileño ubicado en el noreste del estado de São Paulo. Se encuentra a 401 km (249 millas) de la capital São Paulo y a 676 km (420 millas) de la capital federal Brasilia. 
Es conocida como la capital brasileña del calzado, y considerada un importante centro industrial y económico. Inversiones en infraestructura han posicionado a la ciudad entre las principales del Brasil en términos de mejor calidad en saneamiento urbano.
De acuerdo con el censo brasileño en 2021, contaba con una población de 358.539 habitantes, lo que da una densidad demográfica de 526,09 hab/km². Franca es la sede de una aglomeración urbana que incluye 19 municipios y una población de aproximadamente 667.416 habitantes.

## Historia
El pasado de Franca se desarrolla por lo que se conoce como las banderas de Anhanguera. La búsqueda del oro por la capitanía de San Pablo llevó a la apertura de un camino de terracería conocido como ''Estrada de Goiás'', donde surgieron puntos de descanso y nuevos asentamientos a servir como escala para los viajeros exploradores.
Franca fue fundada como parroquia el 3 de diciembre de 1805, siendo parte del territorio de Vila de Mogi Mirim hasta 1824, cuando recibió la emancipación por parte de Juan VI de Portugal. Conocida como Vila Franca do Imperador en honor a Pedro I de Brasil, fue elevada a la categoría de ciudad el 24 de abril de 1856.
En 1821, sufrió un intento de anexión por parte de Minas Gerais, lo cual no sucedió debido a la resistencia de los habitantes. El episodio de la defensa se honra en el escudo de armas de la ciudad, con la escritura en latín "GENTI MEAE PAULISTAE FIDELIS".
En el siglo XX, Franca participó en la Revolución Constitucionalista de 1932, con una baja de 6 ciudadanos que murieron en defensa de São Paulo.

## Economía
Franca es el mayor productor de calzado de América Latina, albergando más de mil industrias en el sector del calzado, incluyendo la materia prima.
En Franca también se encuentra la sede de la empresa minorista brasileña Magazine Luiza, fundada en la ciudad en 1957, así como la sede de la minorista Carmen Steffens.
La industria del café está tradicionalmente arraigada en la historia del municipio. Ubicada en la región conocida como ''Alta Mogiana'', Franca es uno de los principales productores de café en el mundo debido a la abundancia de tierras moradas, clima, y la altitud específica.

## Características generales

### Geografía
La región colinda con los municipios de Batatais, Cristais Paulista, y Patrocínio Paulista (en el estado de São Paulo), y al este con Ibiraci y Claraval (en Minas Gerais). Franca se ubica sobre las coordenadas 20°32′19″ de latitud sur, 47°24′3″ O.

### Clima
El territorio municipal se encuentra en una región de meseta, alcanzando una altitud de 1.040 m s. n. m., lo que se traduce en temperaturas más moderadas, en comparación con las ciudades vecinas con altitudes más bajas.
Se caracteriza con el clima tropical de altitud (Cwa), con los inviernos secos, veranos lluviosos y temperaturas moderadas durante todo el año.
La temperatura más baja registrada fue de 0 °C el 5 de julio de 1953 y la temperatura más alta fue de 37,8 °C el 5 de octubre de 2014.

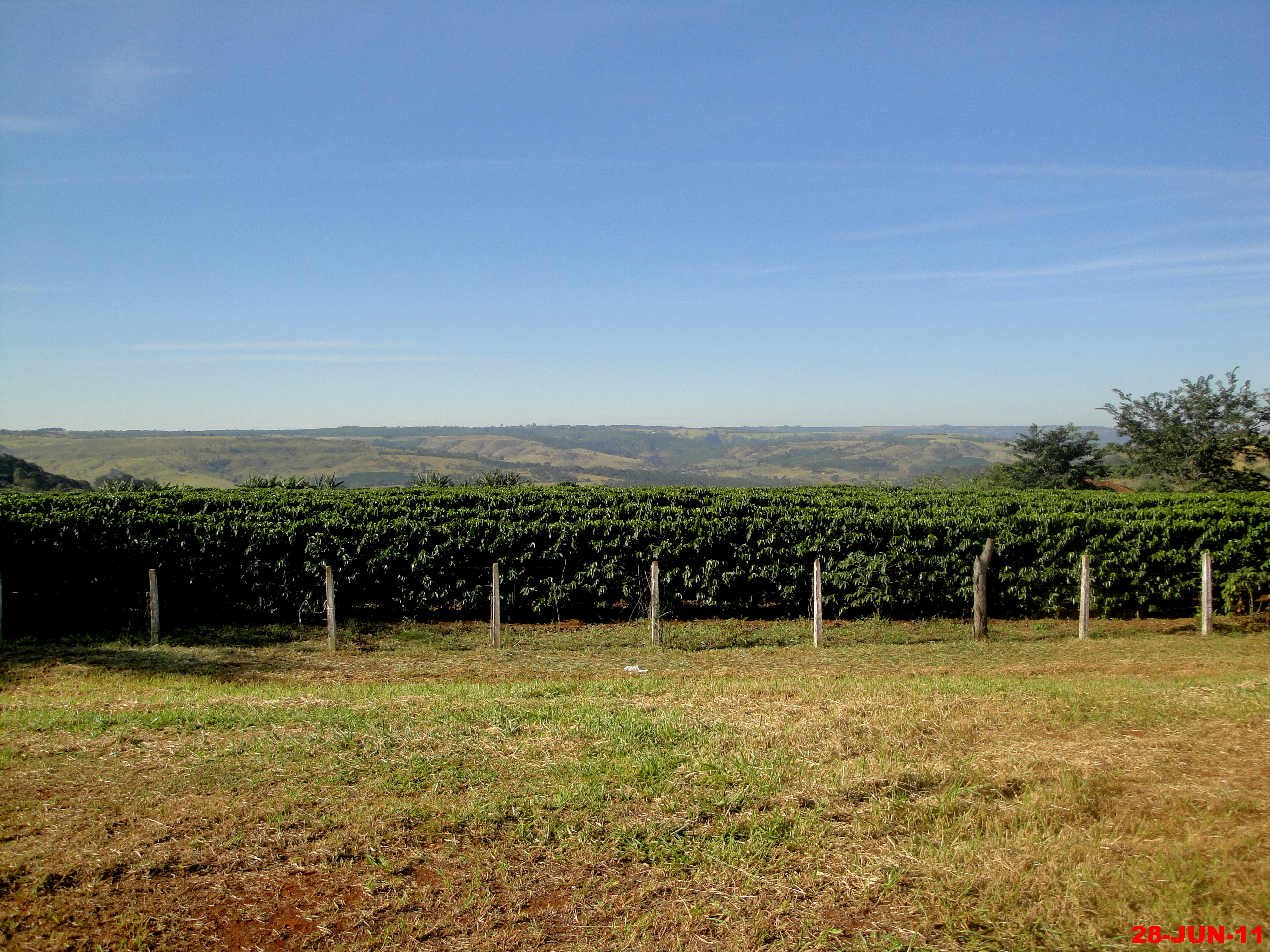
Plantación de Café en Franca.

### Hidrología
Se destaca por la cuenca del río Canoas, que sirve de abastecimiento de agua a la ciudad.
Ejemplos de cursos de agua que circulan por el municipio: Río das Canoas, Río Pouso Alegre, Río São João (español: Río San Juan), Córrego dos Bagres (español: Arroyo de los Bagres), Ribeirão Salgado (español: Arroyo salado).

### Suelo
El área total del municipio corresponde al 605,6 km cuadrados, de los cuales 86,92 km cuadrados a la cabecera urbana. La región está cubierta por suelos arenosos, que están compuestos por las areniscas Bauru, y Botucatu.

## Transporte

### Terrestre
El terminal de autobuses de la ciudad ofrece líneas interestatales a varios destinos brasileños. El sistema de transporte público proporciona integración entre líneas de autobuses urbanos en cualquier punto de la ciudad.
Por la vía SP-334 (Candido Portinari) se llega a Ribeirão Peto. Siguiendo por la vía SP-345 (Engenheiro Ronan Rocha) se conecta Franca con el estado de Minas Gerais, en la misma vía saliendo al oeste (nombrada: Prefeito Fábio Talarico) se llega a Barretos.

### Aéreo
La ciudad es servida por el Aeropuerto de Franca (Tenente Lund Presotto), y actualmente recibe vuelos regulares en sociedad con Gol Linhas Aéreas, donde se conecta Franca con la capital São Paulo por intermedio del Aeropuerto de Congonhas.

## Cultura

### Deportes
La ciudad es considerada la capital nacional del baloncesto, y sede del Franca Basquetebol Clube, creado en 1959. El equipo ya ha sido 6 veces Campeón Sudamericano de Clubes, y 4 veces Campeón Panamericano de Clubes.
En el fútbol, La Associação Atlética Francana (también conocida como Francana) fue fundada el 12 de octubre de 1912. El equipo contaba con relevantes personalidades, como el futbolista Assis, y el portero/entrenador Geninho.

## Personas destacadas
- Hélio Rubens – jugador y entrenador brasileño de baloncesto
- João do Amaral Gurgel – Ingeniero y emprendedor
- Adrianinha – jugadora de baloncesto, medallista olímpica